# Бланжи-ле-Шато
Бланжи́-ле-Шато́ (фр. Blangy-le-Château) — коммуна во Франции, находится в регионе Нижняя Нормандия. Департамент коммуны — Кальвадос. Входит в состав кантона Бланжи-ле-Шато. Округ коммуны — Лизьё.
Код INSEE коммуны — 14077.

## Население
Население коммуны на 2010 год составляло 686 человек.
| 1962 | 1968 | 1975 | 1982 | 1990 | 1999 | 2010 |
| ---- | ---- | ---- | ---- | ---- | ---- | ---- |
| 524  | 532  | 585  | 612  | 618  | 627  | 686  |

## Экономика
В 2010 году среди 400 человек трудоспособного возраста (15—64 лет) 300 были экономически активными, 100 — неактивными (показатель активности — 75,0 %, в 1999 году было 69,9 %). Из 300 активных жителей работали 274 человека (146 мужчин и 128 женщин), безработных было 26 (12 мужчин и 14 женщин). Среди 100 неактивных 24 человека были учениками или студентами, 46 — пенсионерами, 30 были неактивными по другим причинам.